# Sylvia Beach
Pour les articles homonymes, voir Beach.
Sylvia Beach, née Nancy Woodbridge Beach le 14 mars 1887 à Baltimore, Maryland et décédée le 3 octobre 1962 à Paris 6e, est une libraire, traductrice et éditrice américaine.
Elle est connue pour sa célèbre librairie parisienne Shakespeare and Company où elle publie, en 1922, la première édition d'Ulysses de James Joyce.

## Biographie

### Jeunesse
C'est à Baltimore, Maryland, qu'Eleanor Thomazine Orbison et son mari, le ministre presbytérien Sylvester Woodbridge Beach, accueillent la deuxième de leurs trois filles, Nancy Woodbridge Beach.
C'est une enfant frêle et malade qui a des maux de tête fréquents. Elle ne peut pas aller régulièrement à l'école et s'instruit grâce aux livres. C'est de là que naît sa passion pour la littérature.
Sylvia Beach fait un premier long séjour à Paris, en 1902, lorsque son père devient ministre de la chapelle de l’Église protestante du Luxembourg (située rue Madame). Adolescente de 15 ans à l'époque, elle se plaindra de cette période : « Je n'étais pas intéressée par ce que je pouvais voir de Paris à travers les barreaux de ma prison familiale ». Elle y reste trois ans, avant de repartir avec les siens à Princeton, New Jersey, en 1905,.
C'est en 1911 qu'elle décide d'utiliser le nom « Sylvia », lorsqu'elle est assistante pour le Concordance to the poems of Edmund Spenser (1915) de Charles Osgood, professeur d'anglais à l'université de Princeton.
Au début de la Première Guerre mondiale, en 1914, elle rencontre l'éditeur Ben W. Huebsch à New-York, puis elle passe deux années en Espagne avec sa mère.

### Vie parisienne
Sylvia Beach revient à Paris en 1916, et s’affranchit du puritanisme de l'Amérique, en fumant et en explorant la ville non accompagnée. Mais la Grande Guerre retarde ses ambitions d'étudier la poésie française et elle devient alors volontaire agricole.
En 1917, elle découvre La Maison des amis des livres, la librairie ouverte depuis 1915 par Adrienne Monnier au 7 rue de l'Odéon. Elle passe la plupart de son temps dans la boutique puis devient la compagne d'Adrienne Monnier, avant de s'installer avec elle au 18 rue de l'Odéon où vit Adrienne,.

### Interlude en Serbie
Entre 1918 et 1919, Sylvia et sa sœur Holly partent en Serbie avec la Commission Balkan de la Croix-Rouge américaine. Cette expérience dévoile son féminisme et ses idées politiques socialistes. Elle devient par la suite l'amie et le soutien d'Hélène Brion, en contribuant au journal La Lutte féministe.

### Shakespeare and Company
À son retour en France, elle pense ouvrir une librairie française à New York, mais Adrienne Monnier lui suggère de l'inaugurer à Paris. En 1919, elle suit ses conseils et ouvre Shakespeare and Company au 8 rue Dupuytren.
Sylvia en fait un lieu intime et douillet. Elle remplit les étagères de livres qui côtoient les photographies accrochées aux murs de Whitman, Poe, et Wilde.
En quelques mois, Sylvia devient une figure incontournable de la scène littéraire parisienne des années folles. Sa librairie accueille dès lors les intellectuels américains et anglo-saxons de Paris : Margaret Anderson, Natalie Barney, Djuna Barnes, Janet Flanner, Ernest Hemingway, Robert McAlmon, James Joyce, Ezra Pound, Man Ray, Gertrude Stein, etc. ; mais aussi français : Louis Aragon, Valery Larbaud, André Gide, Paul Valéry, Jacques Lacan, etc. Elle fréquente également le Salon de l'Amazone de Natalie Clifford Barney au Temple de l'Amitié, et son réseau essentiellement littéraire et lesbien. 
Elle déménage sa librairie en mai 1921, dans un local plus grand, au 12 rue de l'Odéon, où une plaque lui rend hommage.

### James Joyce
L'écrivain James Joyce est l'un des trois amours de la vie de Sylvia, avec Adrienne Monnier et Shakespeare and Company. Ils se rencontrent à une fête organisée par des amis communs en juillet 1920. Dès le lendemain, il visite Shakespeare and Company et à partir de là naît leur relation amicale et professionnelle. Sylvia devient alors plus qu'une éditrice pour Joyce en le soutenant financièrement et en payant ses dettes.
En 1922, Sylvia publie la version originale de son roman Ulysses dont Adrienne Monnier publie la première traduction française en 1929. Cette première édition est limitée à 1000 exemplaires.
Puis en 1929, elle édite une collection composée d'essais critiques et de lettres ayant comme sujet le livre Finnegans Wake de James Joyce.
Finalement, la relation entre James et Sylvia se dégrade. Elle dira à ce propos : « J'ai compris que travailler avec ou pour James Joyce, le plaisir était mien, les profits étaient siens. Mais c'était tout ce que je pouvais faire pour empêcher ma librairie d'être entraînée vers le bas ». La fin de leur relation professionnelle en 1931 s'accompagne de la mauvaise foi de James Joyce qui négocie derrière son dos un contrat avec Random House.

### Difficultés et avant-guerre
Dans les années trente, Sylvia Beach garde la librairie Shakespeare and Company ouverte, tant bien que mal. La majorité de ses clients américains et anglais ont alors quitté Paris et ceux qui restent n'ont pas assez d'argent pour acheter des livres.
Puis en 1935, André Gide contribue à la création du groupe Les amis de Shakespeare and Company. Les intellectuels du groupe participent à des lectures et soutiennent financièrement la librairie. André Gide passe même un appel à l'aide dans l'European Herald le 23 mai 1936.
L'année 1936, c'est également l'année du Front populaire qui est un mouvement soutenu par Sylvia Beach et son amie Janet Flanner. Sa librairie Shakespeare and Company devient alors un des lieux fortement associés aux activistes politiques français. En effet, c'est durant les années trente qu'elle ajoute aux ouvrages de sa librairie de la littérature socialiste et communiste, tout en participant à des rassemblements socialistes avec André Gide.
C'est également en 1936, après un séjour chez ses parents, que Sylvia apprend l'aventure d'Adrienne Monnier avec Gisèle Freund. Cet événement entraîne le déménagement de Sylvia et la fin de leur relation amoureuse. Elles restent cependant toujours amies et associées.

### Seconde Guerre mondiale
En 1939, à la déclaration de Guerre, de nombreux expatriés américains quittent Paris et la France, mais Sylvia n'en fait pas partie, car elle se considère comme Parisienne.
En 1941, elle refuse de vendre à un officier allemand le dernier exemplaire du roman de James Joyce, Finnegans Wake. Celui-ci la menace de confisquer ses livres. Sylvia ferme immédiatement sa librairie et stocke sa collection d'ouvrages dans son appartement, la nuit même, avec l'aide d'amis.
En 1943, elle est incarcérée en tant que citoyenne américaine avec d'autres compatriotes au camp d'internement de Vittel. Elle est libérée après six mois de détention sur l'intervention de Jacques Benoist-Méchin, membre du gouvernement de Vichy et ultra-collaborateur, qui avait été présenté à Beach et à Monnier lorsqu'il jouait dans l'orchestre de George Antheil, qui habitait au-dessus de Shakespeare and Company. Adrienne Monnier disait d'Antheil : « Aucun jeune homme ne fut autant que lui l’enfant de la maison [...] Je suis très fière de notre enfant ».

### Après-Guerre
Shakespeare and Company ne rouvrira jamais après la Seconde Guerre mondiale. Sylvia Beach décide de devenir volontaire pour fournir aux plus démunis des vêtements, de la nourriture et du soutien.
En 1950, elle obtient le prix Denyse Clairouin Memorial Award pour sa traduction de A barbarian in Asia (1949) d'Henri Michaux.
En 1959, elle fait publier Shakespeare and Company, un ouvrage où elle raconte ses souvenirs de la période de l'entre-deux-guerres. Et la même année du 11 mars au 25 avril a lieu au centre culturel américain de l'époque (3 rue du Dragon) une grande exposition en l'honneur de sa Librairie Les Années Vingt, Les Écrivains américains et leurs amis, 1929-1930. En présence de tous ceux et toutes celles qui avaient vécu cette période de l'Odéonie.
En juin 1959, Sylvia voyage en Amérique pour y recevoir un diplôme honorifique du Doctorat en lettres de l'université d'État de New York à Buffalo. Puis à l'automne de cette même année, elle visite pour la dernière fois sa ville natale.
Entre 1960 et 1962, elle apparaît dans la série documentaire Les Heures chaudes de Montparnasse de Jean-Marie Drot.
Sylvia court le monde tout au long de l'année 1962. Elle assiste à la cérémonie d'ouverture du James Joyce Tower and Museum (en) à Dublin, puis voyage en Grèce, au Moyen-Orient et en Égypte.
Elle meurt le 3 octobre 1962 dans son appartement du 12 rue de l'Odéon. Elle est incinérée le 13 au Père-Lachaise et ses cendres sont transférées aux États-Unis, au cimetière de Princeton.

## Postérité
Ernest Hemingway lui rend longuement hommage et lui consacre un chapitre entier dans Paris est une fête.
Djuna Barnes, qui côtoie comme Sylvia le cercle des expatriés américains, publie en 1928 son roman Almanach des dames. Sylvia semble être le modèle d'un des personnages de l'almanach, malgré le rejet de cette interprétation par Barnes elle-même, Daviel Shy dans son film The Ladies Almanack (2017) fera de Sylvia Beach une figure à part entière jouée par l'actrice Charlotte Potot.
George Whitman (en), fondateur d'une librairie parisienne Le Mistral, renomma sa librairie Shakespeare and Co en 1964, puis Shakespeare and Company. Sa fille fut nommée Sylvia Beach Whitman (en), en hommage à Sylvia Beach. 
Mais il convient de ne pas confondre ces deux librairies homonymes Shakespeare and Company, qui n'ont rien de commun.
Un chapitre de Un rêve fait à Mantoue de Yves Bonnefoy est consacré à Sylvia Beach. Le poète, qui fut son ami, l’évoque avec beaucoup de nostalgie dans une très belle prose onirico-poétique. Notons qu’elle est le personnage central de ce rêve – qui a donné lieu au titre de l’ouvrage – que fit l’auteur alors qu’il se trouvait à Mantoue, en octobre 1961.

## Œuvres
- 1956 : (en) Sylvia Beach, Shakespeare and Company, Londres, Faber and Faber, 1956, 230 p. (SUDOC 061062561, présentation en ligne)
- 1956 : (en) Sylvia Beach, Ulysses in Paris, New York, Harcourt, Brace and Company, 1956, 24 p. (SUDOC 191438480)

### Préface
- 1948 : James Joyce (trad. Ludmila Savitsky et Theodore Spencer, préf. Sylvia Beach), Stephen le Héros : fragment de la première partie de Dedalus, Paris, Gallimard, 1948, 238 p. (SUDOC 025874578)
- 1959 : Centre culturel américain (préf. William Bird et Sylvia Beach), Les années vingt : les écrivains américains à Paris et leurs amis : 1920-1930 : catalogue de l'exposition tenue à Paris, 11 mars-25 mars 1959, Paris, Les presses artistiques, 1959, 144 p. (SUDOC 011116633)

### Traduction
- 1925 : T. S. Eliot (trad. Sylvia Beach et Adrienne Monnier), « La Chanson d'amour de J. Alfred Prudrock » [« The Love Song of J. Alfred Prufrock »], Le Navire d'Argent,‎ 1er juin 1925, p. 23 (SUDOC 065536096, lire en ligne)
- 1949 : (en) Henri Michaux (trad. Sylvia Beach), A barbarian in Asia [« Un barbare en Asie »], New York, New directions, 1949, 185 p. (OCLC 608868335)

### Publications posthumes
- 1963 : Sylvia Beach (éd. scient. Jackson Mathews et Maurice Saillet), Sylvia Beach (1887-1962), Paris, Mercure de France, 1963, 174 p. (SUDOC 085154245)
- 2010 : (en) Sylvia Beach (préf. Noelle Riley Fitch, éd. scient. Keri Walsh), The letters of Sylvia Beach, New York, Columbia University Press, 2010, 347 p. (ISBN 978-0-231-14536-7, SUDOC 145667499)